# Neocaudites pacifica
Neocaudites pacifica is een mosselkreeftjessoort uit de familie van de Hemicytheridae.